# 23495 Nagaotoshiko
23495 Nagaotoshiko este o planetă minoră (asteroid), cu un diametru de 7,949 km, din centura de asteroizi. A fost descoperită pe 29 octombrie 1991 la Kitami Observatory⁠(d) de Atsushi Takahashi⁠(d). 
Obiectul prezintă o orbită caracterizată de o semiaxă mare de 2,2899253 UAi, o excentricitate de 0,18, o înclinație de 8,51575 ° în raport cu ecliptica.